# Richard Hamilton (acteur)
Richard Hamilton (Chicago, 31 december 1920 – New York, 21 december 2004) was een Amerikaans televisie- en theateracteur. 

## Biografie
Hamilton begon in 1952 met acteren in het theater met het toneelstuk First Lady. Hierna heeft hij nog meerdere rollen gespeeld in het theater. 
Hamilton begon in 1963 met acteren voor televisie in de televisieserie Naked City. Hierna heeft hij nog meerdere rollen gespeeld in televisieseries en films zoals The Hospital (1971), Bret Maverick (1981-1982), Sommersby (1993), On Deadly Ground (1994), Men in Black (1997), Home Alone 3 (1997) en Message in a Bottle (1999).
Hamilton was getrouwd. Hamilton overleed op 21 december 2004 op drieëntachtigjarige leeftijd in zijn woonplaats New York.

## Filmografie

### Films
Selectie:
- 2002 Death to Smoochy – als oude zwerver
- 1999 Message in a Bottle – als Chet
- 1997 Home Alone 3 – als taxichauffeur
- 1997 Men in Black – als D
- 1994 On Deadly Ground – als Hugh Palmer
- 1993 Sommersby – als Doc Evans
- 1989 In Country – als Grampaw
- 1985 Pale Rider – als Jed Blankenship
- 1983 Silkwood – als Georgie
- 1981 Arthur – als Bill
- 1971 The Hospital – als dr. Ronald Casey

### Televisieseries
Uitgezonderd eenmalige gastrollen.
- 1986 Dream West – als generaal Murdoch – 2 afl.
- 1981 – 1982 Bret Maverick – als Cy Whittaker – 18 afl.

## Theaterwerk opBroadway
- 1980 Morning's at Seven – als Carl Bolton
- 1977 A Touch of the Poet – als Patch Riley
- 1977 Anna Christie – als Johnny de Priester
- 1971 Scratch – als Forbes
- 1961 Blood, Sweat and Stanley Poole – als Jerry Wheeler
- 1958 Cloud 7 – als Beismuller
- 1952 First Lady – als Jason Fleming

- Library of Congress Control Number: no2018107742
- Virtual International Authority File: 1314153472509245360004
- WorldCat: E39PBJmxRX9mG8PY9P3YjMyjmd